# أبراهام غيسنر
أبراهام غيسنر (بالإنجليزية: Abraham Pineo Gesner)‏ هو عالم كندي في مجال الطب والجيولوجيا، ويعد من الرائدين في مجال استخراج النفط والصناعة النفطية.
ولد غيسنر سنة 1797 في ولاية نوفا سكوشا وعاش معظم حياته في مدينة سانت جون. درس الطب في لندن؛ وهناك بدأت تظهر ميوله في الجيولوجيا.
توفي سنة 1864 في كندا عن عمر ناهز 66 عاماً.